# Pelayo asztúriai király
Pelayo (?, 685 –‎ Cangas de Onís, 737) az Asztúriai Királyság első, legendás hírű uralkodója.

## Származása
Származásáról megoszlanak a vélemények. Az egyik feltételezés szerint az apja Fáfila nevű nemes, vagy herceg (Kantábria hercege?) volt, míg egy másik változat szerint Pelayo a 711-ben meghalt, feltehetően a mórok ellen elesett, Roderik vizigót király unokatestvére volt. E feltételezés szerint ugyanis Cindasuinto vizigót nemes fiai Teudofredo és Ueremundo voltak, Teudofredo pedig Roderiknek, Ueremundo pedig Pelayonak lett volna az apja. Van olyan feltételezés is, amely szerint Fáfila – Pelayo apja –, és Teudofredo – Roderik apja –, testvérek, Cindasuinto fiai, ebben a genealógiában Ueremundo nem szerepel. Az apa személyének bizonytalansága miatt – nyilvánvalóan – a király édesanyjának kiléte sem tisztázott.

## Uralkodása
Ismereteink szerint az araboknak a Hispániai-félsziget meghódítására irányuló, elsöprő erejű támadása (711) után Pelayo a felbomlott Vizigót Királyság nemeseivel a félsziget északi részére, Kantábria hegyvidékére menekült, lázadást robbantott ki Munuza mór kormányzó ellen. Pelayót elfogták és túszként Córdobába hurcolták, de 717-ben megszökött és újra az asztúriai mór-ellenes felkelők élére állt. A lázadókat beszorították a Picos de Europa hegyei közé, mégis feltartóztatták a mór sereg erőteljes támadásait, az Auseba-hegyi csatában megfutamították a mórokat és megalapították az Asztúriai Királyságot, amelynek Pelayo 718-tól a haláláig, 737-ig, a királya lett. Székhelye Cangas de Onísban volt. 722-ben Covadongánál újabb jelentős győzelmet aratott a mórok ellen. Ezzel nemcsak biztosította az új királyság fennmaradását (Asztúriát a mórok soha nem tudták elfoglalni), de el is indította a reconquistát, azaz a félsziget visszafoglalását, ami hétszáz évig tartott.
Pelayo a keresztény ellenállás fontos jelképévé vált a középkori spanyol történelemben és irodalomban.
Pelayo felesége Gaudiosa volt, utóda a fiuk, Favila (? – 739) lett. Lányát, Ermesindát a későbbi I. Alfonz vette feleségül.

## Képek

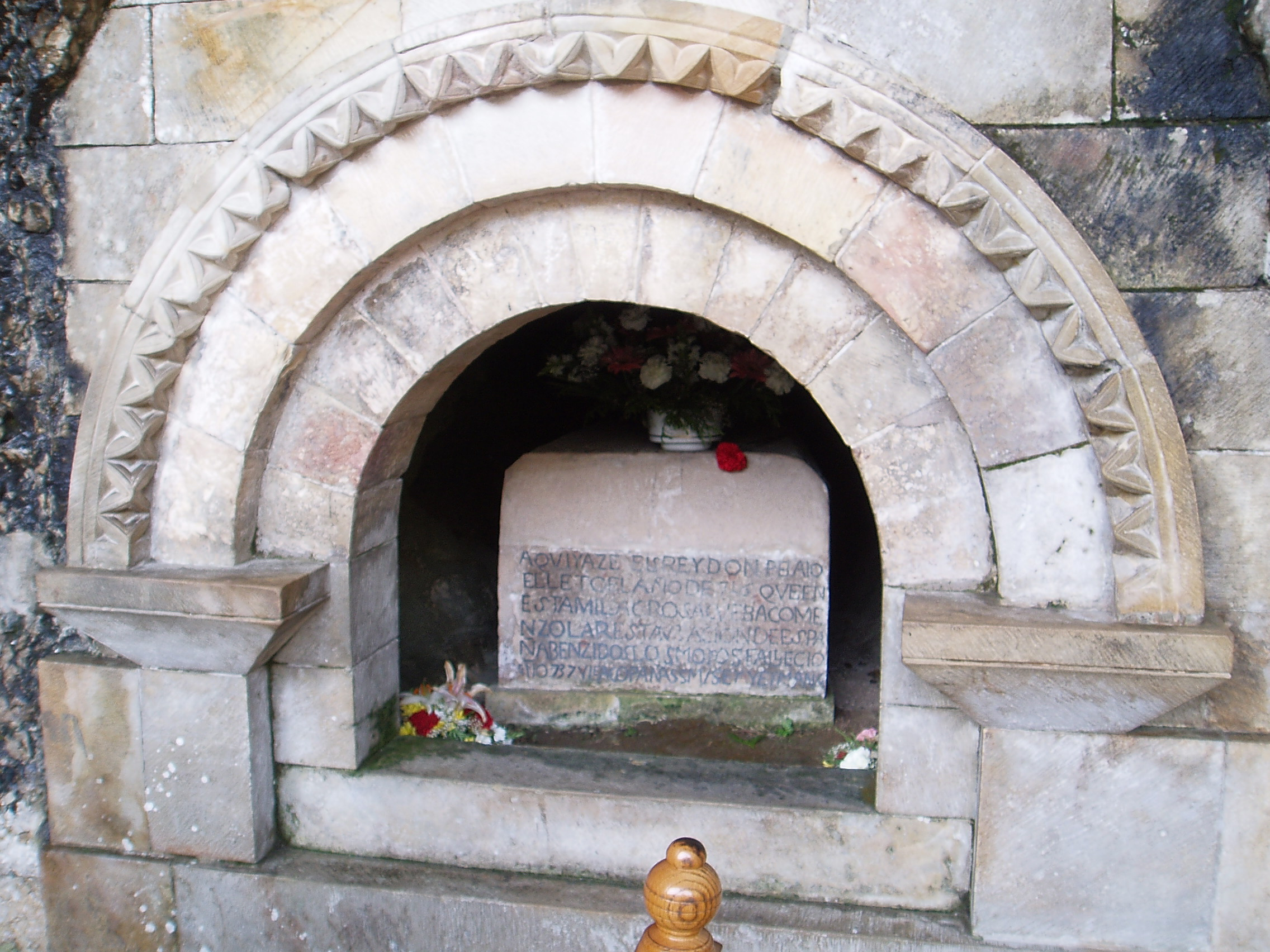
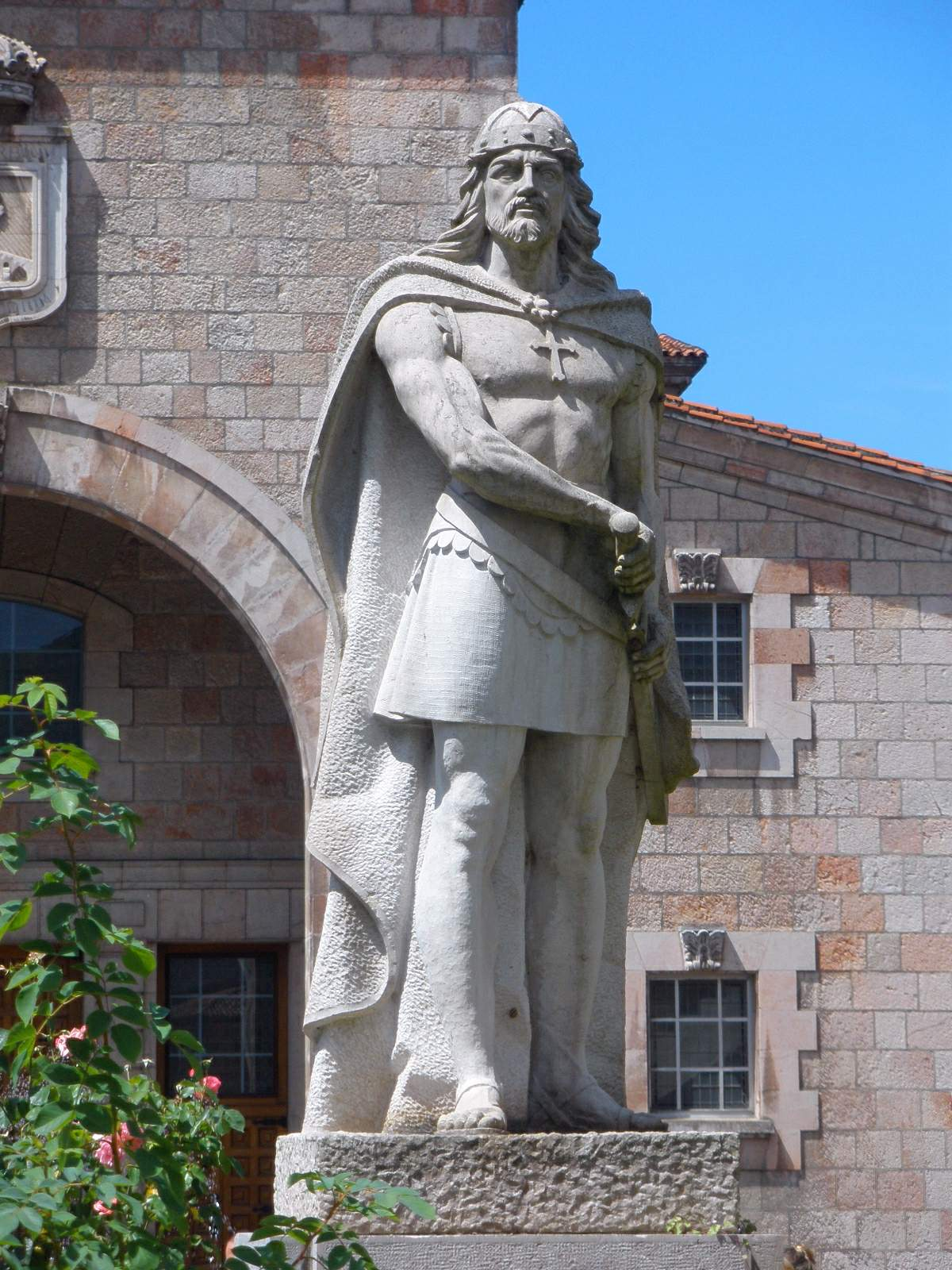
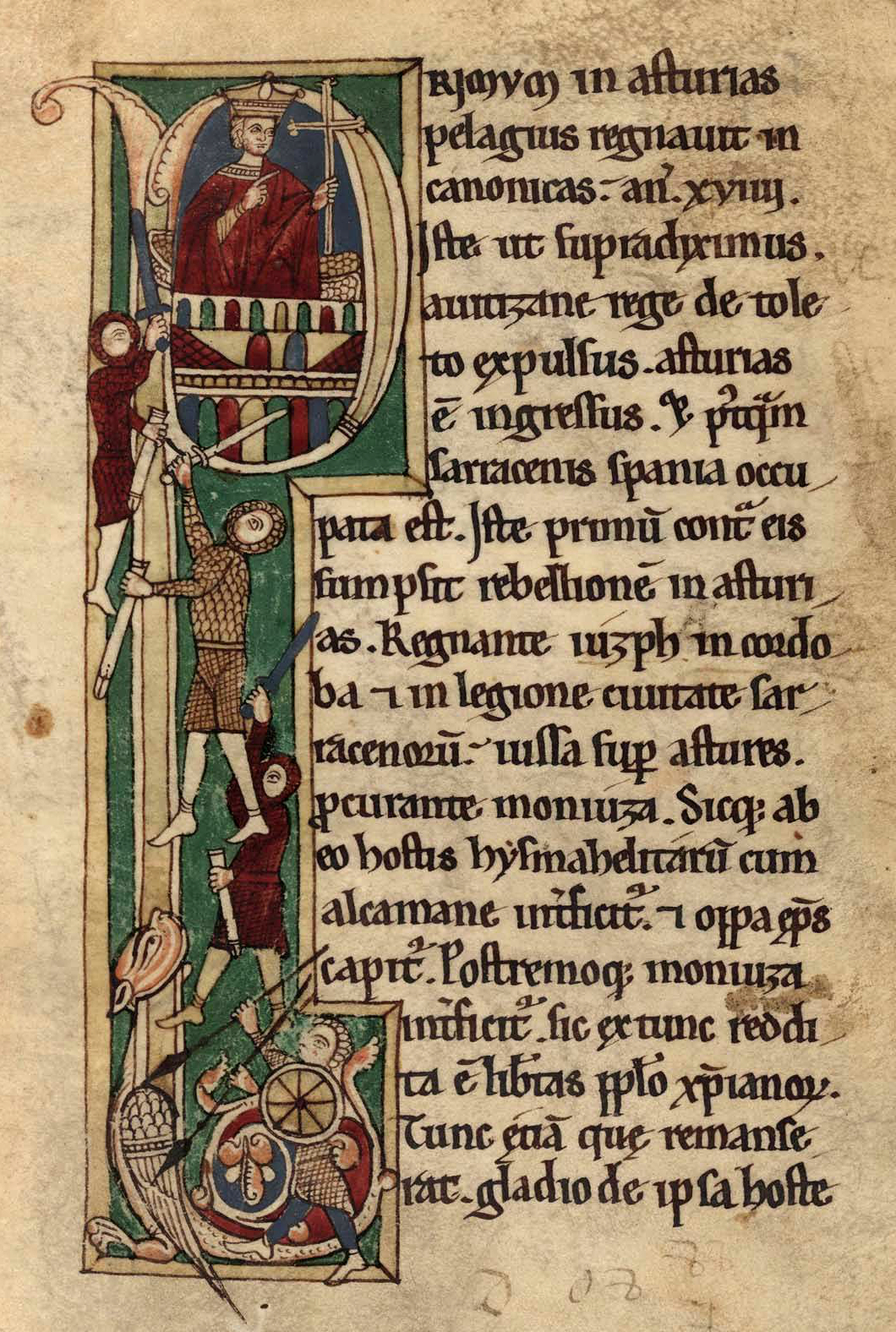